# Climax (court métrage, 2009)
Pour les articles homonymes, voir Climax.
Pour plus de détails, voir Fiche technique et Distribution.
Climax est un film français réalisé par Frédéric Sojcher, sorti en 2009.

## Synopsis
Sur une île grecque, le tournage d'un film est interrompu à la suite d'une action lancée par l'équipe sensible à la volonté de l'acteur principal qui entend se substituer au réalisateur.

## Fiche technique
- Titre : Climax
- Réalisation : Frédéric Sojcher
- Scénario : Frédéric Sojcher et Olivier de Plas
- Dialogues : Olivier de Plas
- Photographie : Lubomir Bakchev
- Décors : Philippe van Herwijnen
- Costumes : Monic Parelle
- Son : Samuel Mitelman
- Montage : Marianna Gioka
- Musique : Vladimir Cosma
- Société de production : Sombrero Films
- Pays d’origine :  France
- Genre : comédie
- Durée : 15 minutes
- Date de sortie : France, 16 novembre 2009

## Distribution
- Patrick Chesnais : Gérard
- Lorànt Deutsch : Jonathan
- Jean-Paul Comart : le producteur
- Émilie Chesnais : la maquilleuse
- Aurélien Ringhelein : l'assistant réalisateur
- Emmanuelle Grivelet-Sonier : la scripte
- Carlos Pardo : le chef opérateur